# A Return to Salem's Lot
Return to Salem's Lot es una película de terror de 1987 escrita y dirigida por Larry Cohen. Es una secuela de la novela de Stephen King que explora la premisa de un pequeño pueblo en el que prácticamente todos sus habitantes son vampiros. Cohen ya había intentado adaptar la novela de King en 1970, pero los productores no quedaron satisfechos con su tratamiento de la historia y la miniserie de 1979 fue adaptada por Paul Monash y dirigida por Tobe Hooper.
Fue filmada en su mayoría en Newbury, Vermont y aparecieron un número de pobladores indígenas en pequeños papeles. Tara Reid también fue elegida, haciendo su debut en la pantalla. La película fue dada una clasificación R por violencia de vampiros, lenguaje y desnudez.

## Trama
Michael Moriarty interpreta a un antropólogo amoral quien se ha mudado con su hijo adolescente disfuncional y quien regresa a Salem's Lot, la ciudad de su nacimiento, para encontrar que ha sido tomada por los no-muertos. Las pocas personas que viven allí son mantenidas con vida para dar sangre a los vampiros y para operar la estación de gasoil y tiendas a la luz del día. Sabiendo sobre la negación del antropólogo en moralizar los estilos de vida de otras personas (en la primera escena se le ve negándose para intervenir en un sacrificio humano y preocupado por la calidad de la película que está rodando), los vampiros lo utilizan para que escriba su historia. Mientras la naturaleza malvada de los vampiros se nota, al antropólogo se le une un cazador de nazis (interpretado por Samuel Fuller) que lo ayuda a salvar a su hijo.

## Reparto
| Actor              | Personaje    |
| ------------------ | ------------ |
| Michael Moriarty   | Joe Weber    |
| Samuel Fuller      | Van Meer     |
| Andrew Duggan      | Juez Axel    |
| Evelyn Keyes       | Sra. Axel    |
| June Havoc         | Tía Clara    |
| Jill Gatsby        | Sherry       |
| Ricky Addison Reed | Jeremy Weber |
| James Dixon        | Rains        |
| David Holbrook     | Asistente    |
| Katja Crosby       | Cathy        |
| Tara Reid          | Amanda       |
| Brad Rijn          | Clarence     |